# Tinnasit Isarapongporn
Tinnasit Isarapongporn (ตฤณสิษฐ์ อิสระพงศ์พร; nascido em 4 de agosto de 2004), mais conhecido pelo apelido de Barcode (บาร์โค้ด), é um ator e cantor tailandês.

## Início da vida e educação
Tinnasit Isarapongporn nasceu em 4 de agosto de 2004 na Tailândia. Ele é irmão mais novo da atriz Ploypapas Isarapongporn (Creamy). Após se formar no Suankularb College em fevereiro de 2023, ele foi estudar na Faculdade de Artes da Comunicação da Universidade de Chulalongkorn.

## Carreira
Em 2022, Tinnasit fez sua estreia como ator com um papel coadjuvante em KinnPorsche da Be On Cloud interpretando Porchay, irmão mais novo do protagonista Porsche (Nattawin Wattanagitiphat) e par romântico com Jeff Satur. Em 2023, Tinnasit conseguiu seu primeiro papel principal na série Dead Friend Forever - DFF.
Em abril de 2024 no BFF Fan Meeting, Tinnasit anunciou sua saída da Be On Cloud. De maio a setembro, ele foi gerenciado pela Aplan International. Em outubro, Taintisit fundou a agência Taintis Studio (เทน-ทิส สตูดิโอ) e no final de dezembro juntou-se à agência de produção e talentos GMMTV.
Ele está definido para estrelar a séries Happy Ending (2025) e Wuju Bakery (TBA), ambas com Jeff Satur.

## Filmografia

### Televisão
| Ano  | Título                    | Personagem                   | Notas            | Canal        |
| ---- | ------------------------- | ---------------------------- | ---------------- | ------------ |
| 2022 | KinnPorsche               | Porchay Pitchaya Kittisawasd | Papel recorrente | One31, iQIYI |
| 2023 | Dead Friend Forever - DFF | Non Thanakorn Prathipsit     | Papel principal  | One31, iQIYI |
| 2024 | Good Doctor               | Earth                        | Papel convidado  | TrueID       |
| 2025 | Happy Ending              | Anawin                       | Papel principal  |              |
| TBA  | Happy Ending              | U Ju                         | Papel principal  |              |

## Prêmios e indicações
| Associações            | Ano  | Categoria                           | Nomeações   | Resultado |
| ---------------------- | ---- | ----------------------------------- | ----------- | --------- |
| TikTok Awards Thailand | 2022 | Estrela em Ascensão do Ano          | KinnPorsche | Venceu    |
| Kazz Awards            | 2023 | Estrela Brilhante do Ano, Masculino | KinnPorsche | Venceu    |